# Horné Otrokovce
Horné Otrokovce es un municipio del distrito de Hlohovec, en la región de Trnava, Eslovaquia. Tiene una población estimada, en noviembre de 2022, de 888 habitantes.
Está ubicado en el centro-este de la región, cerca del río Váh (cuenca hidrográfica del Danubio) y de la región de Nitra.

## Demografía
| Año        | 1994 | 2004    | 2014    | 2024    |
| ---------- | ---- | ------- | ------- | ------- |
| Población  | 904  | 897     | 865     | 893     |
| Diferencia |      | −0,77 % | −3,56 % | +3,23 % |

| Año        | 2023 | 2024    |
| ---------- | ---- | ------- |
| Población  | 901  | 893     |
| Diferencia |      | −0,88 % |